# Christa Wolf

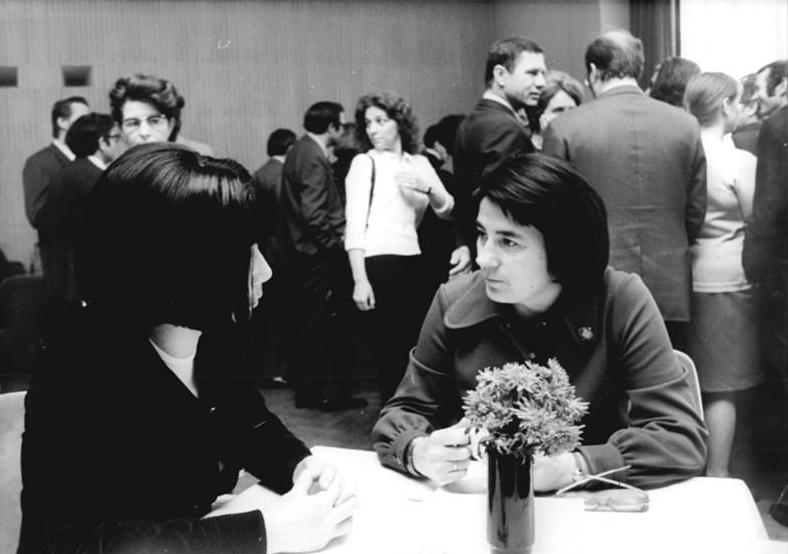
Christa Wolf (po prawej) w 1973

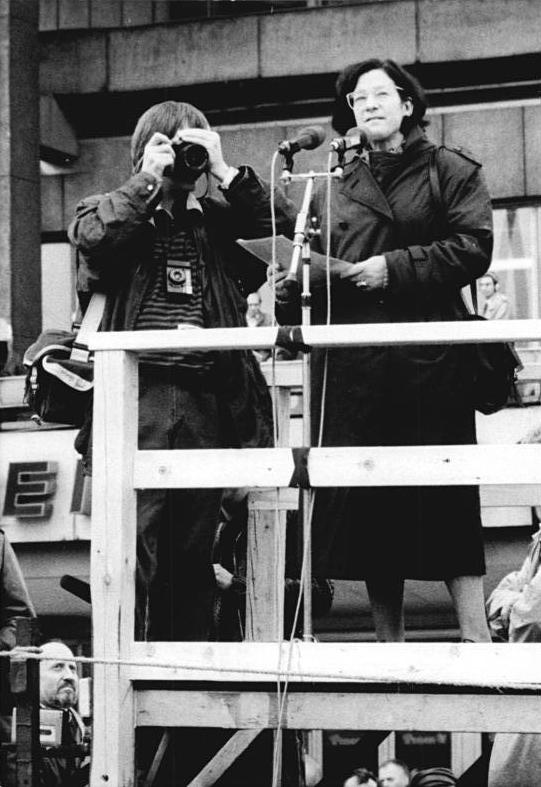
Christa Wolf przemawia na manifestacji na Alexanderplatz 4 listopada 1989

Christa Wolf (ur. 18 marca 1929 w Gorzowie Wielkopolskim, zm. 1 grudnia 2011 w Berlinie) – niemiecka pisarka, czołowa postać literatury NRD.

## Życiorys
Urodziła się jako córka kupca Otto Ihlenfelda i uczęszczała do szkoły w Gorzowie Wielkopolskim (do 1945 miasto nosiło nazwę Landsberg an der Warthe). Uciekając przed nadciągającymi wojskami radzieckimi znalazła się w Meklemburgii. Znalazła pracę jako pomoc kancelaryjna w zarządzie wsi Gammelin koło Schwerina. Maturę zdała w 1949 w Bad Frankenhausen/Kyffhäuser i została członkiem Socjalistycznej Partii Jedności Niemiec.
W latach 1949–1953 studiowała germanistykę na uniwersytetach w Jenie i Lipsku. Jej praca dyplomowa, napisana pod kierunkiem literaturoznawcy, Hansa Mayera, dotyczyła realizmu w dziełach niemieckiego autora Hansa Fallady. W 1951 roku poślubiła pisarza Gerharda Wolfa. W 1952 roku urodziła córkę Annettę Simon, która później wyszła za mąż za czeskiego pisarza i tłumacza Jana Faktora. Wolf była zatrudniona jako pracownik naukowy w Niemieckim Związku Literatów i jako lektorka w kilku wydawnictwach.
W 1961 wydała pierwsze opowiadanie Moskauer Novelle o miłości między lekarką z Berlina Wschodniego i rosyjskim tłumaczem. Od roku 1962 publikowała jako niezależny literat. W latach 1963–1967 kandydowała na członka Komitetu Centralnego SED. W 1963 została laureatką Nagrody Heinricha Manna.
Była najwybitniejszą pisarką NRD, szanowaną przez władze i cieszącą się przywilejami. Mimo tego, w 1976 r. podpisała list otwarty w głośnym proteście przeciwko pozbawieniu obywatelstwa wschodnioniemieckiego dysydenta Wolfa Biermanna, wskutek czego została usunięta z zarządu berlińskiego oddziału Związku Literatów NRD.
W 1980 zdobyła nagrodę im. Georga Büchnera. W 1984 została członkiem Europejskiej Akademii Nauk i Sztuk Pięknych w Paryżu, a w 1986 Wolnej Akademii Sztuk w Hamburgu.
4 listopada 1989 wygłosiła przemówienie na manifestacji na Alexanderplatz w Berlinie. Wciąż wierzyła w możliwość dalszego trwania NRD w zreformowanej, demokratycznej postaci i opowiedziała się przeciw zjednoczeniu Niemiec. W latach 1992–1993 przebywała w USA, gdzie otrzymała doktorat honorowy Uniwersytetu Stanu Ohio.
W 1993 na łamach „Berliner Zeitung” ujawniła, że w latach 1959–1962 współpracowała ze Stasi, lecz w trzech meldunkach nie obciążyła nikogo i od 1968 sama stała się przedmiotem zainteresowania służb specjalnych NRD.

## Skandal literacki
Jej nowela Co pozostanie (Was bleibt) wywołała latem 1990 jeden z największych skandali w historii powojennej literatury niemieckiej.
Wolf ukazała w niej postać pisarki szpiegowanej przez Stasi i żyjącej w nieustannym strachu, bazując na swoich własnych doświadczeniach. Nowelę tę napisała w 1979, a z jej wydaniem – jak twierdziła – musiała się wstrzymać.
Gdyby utwór ujrzał światło dzienne przed upadkiem muru berlińskiego, Wolf okrzyknięto by oskarżycielką reżimu. Tymczasem w 1990 oskarżono ją o niemoralność i brak wyczucia wobec prześladowanych przez Stasi. Dziennikarze Ulrich Greiner, Frank Schirrmacher i Marcel Reich-Ranicki ostro i zaciekle atakowali pisarkę na łamach prasy. W jej obronie stanęli nieliczni lewicowi intelektualiści, m.in. Günter Grass i Wolf Biermann.
Christa Wolf całą tę kampanię oszczerstw i próbę zniesławienia bardzo przeżyła.

## Twórczość
- Moskauer Novelle, 1961
- Der geteilte Himmel. Erzählung, 1963[5]
- Nachdenken über Christa T., 1968
- Lesen und Schreiben. Aufsätze und Betrachtungen, 1972
- Till Eulenspiegel, 1972
- Unter den Linden. Drei unwahrscheinliche Geschichten, 1974
- Kindheitsmuster, 1976
- Kein Ort Nirgends, 1979
- Fortgesetzter Versuch. Aufsätze, Gespräche, Essays; 1979
- Geschlechtertausch. Drei Erzählungen, zus. m. Sarah Kirsch und Irmtraud Morgner, 1980
- Lesen und Schreiben. Neue Sammlung, 1980
- Kassandra. Erzählung, 1983
- Voraussetzungen einer Erzählung: Kassandra. Frankfurter Poetik-Vorlesungen, 1983
- Ins Ungebundene gehet eine Sehnsucht. Gesprächsraum Romantik. Prosa. Essays, razem z Gerhardem Wolfem, 1985
- Die Dimension des Autors. Essays und Aufsätze, Reden und Gespräche. 1959 – 1985, 1986
- Störfall. Nachrichten eines Tages, 1987
- Ansprachen, 1988
- Sommerstück, 1989
- Was bleibt. Erzählung, 1990
- Reden im Herbst, 1990
- Sei gegrüßt und lebe. Eine Freundschaft in Briefen, 1964-1973. Christa Wolf und Brigitte Reimann, hg. v. A. Drescher, 1993
- Auf dem Weg nach Tabou. Texte 1990–1994, 1994
- Christa Wolf und Franz Fühmann. Monsieur – wir finden uns wieder. Briefe 1968–1984, hg. v. A. Drescher, 1995
- Medea: Stimmen, 1996
- Hierzulande Andernorts. Erzählungen und andere Texte 1994–1998, 1999
- Leibhaftig. Erzählung, 2002
- Ein Tag im Jahr. 1960-2000, 2003
- Mit anderem Blick, 2005

### W polskich przekładach
- Aż do trzewi, przeł. Sławomir Błaut, Warszawa: Spółdzielnia Wydawnicza „Czytelnik”, 2006, ISBN 83-07-03058-7.
- Kota Maksymiliana nowe poglądy na życie: wybór opowiadań, przeł. Stefan H. Kaszyński, Maria Szematowicz, Janina Wieczerska, Poznań: Wyd. Poznańskie, 1976.
- Ni miejsca na ziemi, przeł. Sławomir Błaut, Poznań: Wyd. Poznańskie, 1982, ISBN 83-210-0361-3.
- Niebo podzielone, przeł. Zofia Rybicka, Poznań: Wyd. Poznańskie, 1980, ISBN 83-210-0041-X.
- Rozmyślania nad Christą T., przeł. Teresa Jętkiewicz, posłowie – Hubert Orłowski, Poznań: Wyd. Poznańskie, 1986, ISBN 83-210-0562-4.
- Wzorce dzieciństwa, przeł. Sławomir Błaut, Warszawa: „Czytelnik”, 1981, ISBN 83-07-00068-8.